# Чурро

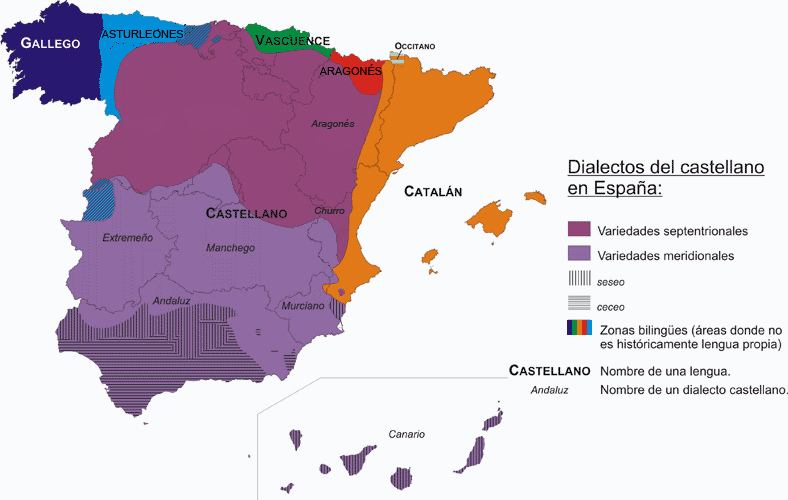
Языки и диалекты Испании в 1950 году

Чу́рро — народное название группы языковых вариантов испанского языка, распространенных в комарке Лос-Серранос, а также на смежных с ней валенсиансских районах Ойя-де-Буньоль, Ринкон-де-Адемус, Каналь-де-Наваррес, Альто-Палансия и Альто-Михарес. Кроме того, некоторые особенности этих диалектов также можно найти в районах, где используется валенсийский язык. Наиболее заметно это проявляется в фонетике.
В настоящее время проявляется тенденция к исчезновению чурро и других диалектов испанского языка в Испании, и замене их нормативным испанским. Сейчас чурро используется, в основном, в уединенных районах, а также среди пожилого населения.

## История
Считается, что в районах Лос-Серранос, Ринкон-де-Адемус, Альто-Палансия и Альто-Михарес этот диалект зародился во времена Реконкисты. В это время (XII век) на этих территориях поселилось большое количество арагонцев. После нескольких веков сожительства в нескольких комарках сложился диалект кастильского с сильным влиянием арагонского языка, а также с некоторыми особенностями, заимствованными из каталанского языка, благодаря поселенцам из Валенсии.
В районах Ойа-де-Буньол и Канал-де-Наваррес среди христианских поселенцев до XVII века преобладал каталанский язык. Однако в XVII веке после демографического кризиса, вызванного изгнанием мавров Филиппом IV, эти районы заселялись заново, в основном из комарок, где уже говорили на чурро. В результате того, что большинство населения этих территорий оказалось испаноговорящим, и выхода предписаний использовать только испанский язык, чуть более чем через столетие чурро окончательно вытеснил каталанский.

## Лингвистические особенности
В результате влияния валенсийского языка кастильский в этих районах приобрел следующие особенности:
- Замещение кастильской фонемы [θ] звуком [s] («haser la sena es fásil»).
- Произношение согласной буквы «v» губно-зубным звуком [v] вместо губно-губного [b].
- Использование «открытой о».
- Исчезновение кастильских местоимений «contigo», «conmigo» и «ti» («te vienes con mí», «me voy con tú», «a tú te digo»).
- Использование некоторых валенсийских оборотов («voy camino a casa mía» вместо «voy de camino a mi casa»).